# Silvestrovo
Silvestrovo je god papeža Silvestra I., ki ga obhajamo 31. decembra, kar je tudi zadnji dan v koledarskem letu. Ob pričakovanju novega leta v mnogih državah po svetu priredijo velika praznovanja - silvestrovanja, ki jih pogosto spremlja tudi ognjemet.